# Kretowiec polny
Kretowiec polny (Mogera etigo) – gatunek ssaka z rodziny kretowatych (Talpidae). Klasyfikowany również jako podgatunek Mogera tokudae etigo Yoshiyuki & Imaizumi, 1991.
Jest gatunkiem endemicznym Japonii.